# سفارة تركمانستان في واشنطن العاصمة
سفارة تركمانستان في واشنطن العاصمة هي البعثة الدبلوماسية لتركمانستان لدى الولايات المتحدة . تقع في شارع 2207 شارع ماساتشوستس، شمال غرب واشنطن العاصمة ، في حي أمباسي رو .
السفير هو ميرت بيرموفيتش أورازوف .

## روابط خارجية
- الموقع الرسمي [رابط ميت]
- ويكيمابيا